# Bahnstrecke Genua–Ventimiglia
| Eingleisige Strecke bei Cervo Zug mit Elektrolokomotive der FS-Baureihe E.656 (6. Bauserie) |                                           |                                         |                                         |
| |                                           |                                         |                                         |
| Streckennummer (RFI): | 74 (Genua–Savona) 75 (Savona–Ventimiglia) |                                         |                                         |
| Kursbuchstrecke (IT): | 25                                        |                                         |                                         |
| Streckenlänge: | 147 km                                    |                                         |                                         |
| Spurweite: | 1435 mm (Normalspur)                      |                                         |                                         |
| Stromsystem: | Oberleitung 3 kV =                        |                                         |                                         |
| |                                           |                                         |                                         |
| \| \| \| von Pisa Centrale \| \| \| \| 1,1 \| Genova Brignole \| Genova Brignole \| \| \| \| nach Genova Piazza Principe Sotterranea \| \| \| \| 0,0 \| Genova Piazza Principe \| Genova Piazza Principe \| \| \| 0,2 \| Genova Sampierdarena \| Genova Sampierdarena \| \| \| \| nach Mailand und Turin \| \| \| \| \| nach Genova Sampierdarena Smistamento \| \| \| \| 2,1 \| Genova Cornigliano \| Genova Cornigliano \| \| \| 3,7 \| Genova Genova Sestri Ponente Aeroporto \| Genova Genova Sestri Ponente Aeroporto \| \| \| 6,3 \| Genova Pegli \| Genova Pegli \| \| \| \| \| \| \| \| \| Abzw Castelluccio \| \| \| \| \| Güterbahn nach Borzoli \| \| \| \| \| Genova Prà \| \| \| \| \| Genova Votri Mare \| \| \| \| \| \| \| \| \| 11,0 \| Genova Voltri \| Genova Voltri \| \| \| 15,0 \| Genova Vesima \| Genova Vesima \| \| \| \| \| \| \| \| 18,2 \| Arenzano bis 2003 Bahnhof[1] \| Arenzano bis 2003 Bahnhof[1] \| \| \| 21,4 \| Cogoleto \| Cogoleto \| \| \| 28,6 \| Varazze \| Varazze \| \| \| 31,1 \| Celle Ligure \| Celle Ligure \| \| \| 33,9 \| Albisola \| Albisola \| \| \| \| von San Giuseppe di Cairo \| \| \| \| 39,1 \| Savona \| Savona \| \| \| \| von Savona Marittima \| \| \| \| \| \| \| \| \| 40,5 \| Savona Parco Doria \| Savona Parco Doria \| \| \| \| \| \| \| \| 43,3 \| Quiliano-Vado / Vado Z.I. \| Quiliano-Vado / Vado Z.I. \| \| \| \| Bergeggi \| \| \| \| 49,8 \| Spotorno-Noli / Spotorno \| Spotorno-Noli / Spotorno \| \| \| \| Noli \| \| \| \| \| Varigotti \| \| \| \| \| \| \| \| \| 58,4 \| Finale Ligure Marina \| Finale Ligure Marina \| \| \| 65,8 \| Borgio Verezzi bis 1997 Bahnhof[2] \| Borgio Verezzi bis 1997 Bahnhof[2] \| \| \| 68,7 \| Pietra Ligure \| Pietra Ligure \| \| \| 72,0 \| Loano \| Loano \| \| \| 73,7 \| Borghetto Santo Spirito \| Borghetto Santo Spirito \| \| \| 75,0 \| Ceriale \| Ceriale \| \| \| 80,9 \| Albenga \| Albenga \| \| \| 87,1 \| Alassio \| Alassio \| \| \| 90,3 \| Laigueglia \| Laigueglia \| \| \| \| \| \| \| \| 94,2 (alt) \| Andora \| Andora \| \| \| 98,7 \| Cervo-San Bartolomeo al Mare \| Cervo-San Bartolomeo al Mare \| \| \| 104,1 \| Diano Castello \| Diano Castello \| \| \| 101,7 \| Diano Marina \| Diano Marina \| \| \| 106,8 \| Imperia Oneglia \| Imperia Oneglia \| \| \| 108,97 \| Imperia \| Imperia \| \| \| 109,0 \| Imperia Porto Maurizio \| Imperia Porto Maurizio \| \| \| \| \| \| \| \| 112,2 \| S. Lorenzo-Cipressa \| S. Lorenzo-Cipressa \| \| \| 120,5 \| S. Stefano-Riva Ligure \| S. Stefano-Riva Ligure \| \| \| 124,9 123,8 \| Taggia-Arma \| Taggia-Arma \| \| \| \| \| \| \| \| 131,0 131,7 \| Sanremo \| Sanremo \| \| \| 136,4 \| Ospedaletti \| Ospedaletti \| \| \| \| \| \| \| \| 142,6 \| Bordighera \| Bordighera \| \| \| 145,2 \| Vallecrosia \| Vallecrosia \| \| \| 147,3 \| Ventimiglia \| Ventimiglia \| \| \| \| nach Breil-sur-Roya \| \| \| \| \| nach Marseille \| \| |                                           |                                         |                                         |
| Strecke |                                           | von Pisa Centrale                       | von Pisa Centrale                       |
| Bahnhof | 1,1                                       | Genova Brignole                         | Genova Brignole                         |
| Abzweig geradeaus, nach links und von links |                                           | nach Genova Piazza Principe Sotterranea | nach Genova Piazza Principe Sotterranea |
| Bahnhof | 0,0                                       | Genova Piazza Principe                  | Genova Piazza Principe                  |
| Bahnhof | 0,2                                       | Genova Sampierdarena                    | Genova Sampierdarena                    |
| Abzweig geradeaus, nach rechts und von rechts |                                           | nach Mailand und Turin                  | nach Mailand und Turin                  |
| Abzweig geradeaus, nach rechts und von rechts |                                           | nach Genova Sampierdarena Smistamento   | nach Genova Sampierdarena Smistamento   |
| Haltepunkt / Haltestelle | 2,1                                       | Genova Cornigliano                      | Genova Cornigliano                      |
| Haltepunkt / Haltestelle | 3,7                                       | Genova Genova Sestri Ponente Aeroporto  | Genova Genova Sestri Ponente Aeroporto  |
| Haltepunkt / Haltestelle | 6,3                                       | Genova Pegli                            | Genova Pegli                            |
| Strecke von links (außer Betrieb) · Abzweig geradeaus und ehemals nach rechts |                                           |                                         |                                         |
| Strecke (außer Betrieb) · Abzweig geradeaus und nach links · Strecke von rechts |                                           | Abzw Castelluccio                       | Abzw Castelluccio                       |
| Kreuzung geradeaus unten (Strecke geradeaus außer Betrieb) · Kreuzung geradeaus unten · Abzweig geradeaus und von rechts |                                           | Güterbahn nach Borzoli                  | Güterbahn nach Borzoli                  |
| Haltepunkt / Haltestelle (Strecke außer Betrieb) · Haltepunkt / Haltestelle · Strecke |                                           | Genova Prà                              | Genova Prà                              |
| Strecke nach links (außer Betrieb) · Abzweig geradeaus und ehemals von rechts · Dienststation / Betriebs- oder Güterbahnhof |                                           | Genova Votri Mare                       | Genova Votri Mare                       |
| Abzweig geradeaus und von links · Strecke nach rechts |                                           |                                         |                                         |
| Bahnhof | 11,0                                      | Genova Voltri                           | Genova Voltri                           |
| Haltepunkt / Haltestelle | 15,0                                      | Genova Vesima                           | Genova Vesima                           |
| Verschwenkung von links · Verschwenkung von rechts (Strecke außer Betrieb) |                                           |                                         |                                         |
| Haltepunkt / Haltestelle · Bahnhof (Strecke außer Betrieb) | 18,2                                      | Arenzano bis 2003 Bahnhof               | Arenzano bis 2003 Bahnhof               |
| Bahnhof · Bahnhof (Strecke außer Betrieb) | 21,4                                      | Cogoleto                                | Cogoleto                                |
| Bahnhof · Bahnhof (Strecke außer Betrieb) | 28,6                                      | Varazze                                 | Varazze                                 |
| Haltepunkt / Haltestelle · Bahnhof (Strecke außer Betrieb) | 31,1                                      | Celle Ligure                            | Celle Ligure                            |
| Haltepunkt / Haltestelle · Bahnhof (Strecke außer Betrieb) | 33,9                                      | Albisola                                | Albisola                                |
| Abzweig geradeaus und von rechts · Abzweig geradeaus und von rechts (Strecke außer Betrieb) |                                           | von San Giuseppe di Cairo               | von San Giuseppe di Cairo               |
| Bahnhof · Bahnhof (Strecke außer Betrieb) | 39,1                                      | Savona                                  | Savona                                  |
| Strecke · Abzweig ehemals geradeaus und von links |                                           | von Savona Marittima                    | von Savona Marittima                    |
| Verschwenkung nach links · Verschwenkung nach rechts |                                           |                                         |                                         |
| Dienststation / Betriebs- oder Güterbahnhof | 40,5                                      | Savona Parco Doria                      | Savona Parco Doria                      |
| Verschwenkung von links · Verschwenkung von rechts |                                           |                                         |                                         |
| Haltepunkt / Haltestelle · Betriebs-/Güterbahnhof Strecke ab hier außer Betrieb | 43,3                                      | Quiliano-Vado / Vado Z.I.               | Quiliano-Vado / Vado Z.I.               |
| Tunnel · Haltepunkt / Haltestelle (Strecke außer Betrieb) |                                           | Bergeggi                                | Bergeggi                                |
| Bahnhof · Bahnhof (Strecke außer Betrieb) | 49,8                                      | Spotorno-Noli / Spotorno                | Spotorno-Noli / Spotorno                |
| Tunnelanfang · Haltepunkt / Haltestelle (Strecke außer Betrieb) |                                           | Noli                                    | Noli                                    |
| Tunnelende · Haltepunkt / Haltestelle (Strecke außer Betrieb) |                                           | Varigotti                               | Varigotti                               |
| Verschwenkung nach links · Verschwenkung nach rechts (Strecke außer Betrieb) |                                           |                                         |                                         |
| Bahnhof | 58,4                                      | Finale Ligure Marina                    | Finale Ligure Marina                    |
| Haltepunkt / Haltestelle | 65,8                                      | Borgio Verezzi bis 1997 Bahnhof         | Borgio Verezzi bis 1997 Bahnhof         |
| Bahnhof | 68,7                                      | Pietra Ligure                           | Pietra Ligure                           |
| Bahnhof | 72,0                                      | Loano                                   | Loano                                   |
| Haltepunkt / Haltestelle | 73,7                                      | Borghetto Santo Spirito                 | Borghetto Santo Spirito                 |
| Haltepunkt / Haltestelle | 75,0                                      | Ceriale                                 | Ceriale                                 |
| Bahnhof | 80,9                                      | Albenga                                 | Albenga                                 |
| Bahnhof | 87,1                                      | Alassio                                 | Alassio                                 |
| Haltepunkt / Haltestelle | 90,3                                      | Laigueglia                              | Laigueglia                              |
| Verschwenkung von links · Verschwenkung von rechts (Strecke außer Betrieb) |                                           |                                         |                                         |
| Bahnhof · Bahnhof (Strecke außer Betrieb) | 94,2 (alt)                                | Andora                                  | Andora                                  |
| Tunnel · Bahnhof (Strecke außer Betrieb) | 98,7                                      | Cervo-San Bartolomeo al Mare            | Cervo-San Bartolomeo al Mare            |
| Haltepunkt / Haltestelle · Strecke (außer Betrieb) | 104,1                                     | Diano Castello                          | Diano Castello                          |
| Tunnelanfang · Bahnhof (Strecke außer Betrieb) | 101,7                                     | Diano Marina                            | Diano Marina                            |
| Tunnelende · Bahnhof (Strecke außer Betrieb) | 106,8                                     | Imperia Oneglia                         | Imperia Oneglia                         |
| Bahnhof · Strecke (außer Betrieb) | 108,97                                    | Imperia                                 | Imperia                                 |
| Tunnel · Bahnhof (Strecke außer Betrieb) | 109,0                                     | Imperia Porto Maurizio                  | Imperia Porto Maurizio                  |
| Abzweig geradeaus und ehemals von links · Abzweig geradeaus und nach rechts (Strecke außer Betrieb) |                                           |                                         |                                         |
| Tunnelanfang · Haltepunkt / Haltestelle (Strecke außer Betrieb) | 112,2                                     | S. Lorenzo-Cipressa                     | S. Lorenzo-Cipressa                     |
| Tunnelende · Haltepunkt / Haltestelle (Strecke außer Betrieb) | 120,5                                     | S. Stefano-Riva Ligure                  | S. Stefano-Riva Ligure                  |
| Bahnhof · Haltepunkt / Haltestelle (Strecke außer Betrieb) | 124,9 123,8                               | Taggia-Arma                             | Taggia-Arma                             |
| Tunnelanfang · Strecke (außer Betrieb) |                                           |                                         |                                         |
| Haltepunkt / Haltestelle (im Tunnel) · Bahnhof (Strecke außer Betrieb) | 131,0 131,7                               | Sanremo                                 | Sanremo                                 |
| Tunnelende · Haltepunkt / Haltestelle (Strecke außer Betrieb) | 136,4                                     | Ospedaletti                             | Ospedaletti                             |
| Verschwenkung nach links · Verschwenkung nach rechts (Strecke außer Betrieb) |                                           |                                         |                                         |
| Haltepunkt / Haltestelle | 142,6                                     | Bordighera                              | Bordighera                              |
| Haltepunkt / Haltestelle | 145,2                                     | Vallecrosia                             | Vallecrosia                             |
| Bahnhof | 147,3                                     | Ventimiglia                             | Ventimiglia                             |
| Abzweig geradeaus und nach rechts |                                           | nach Breil-sur-Roya                     | nach Breil-sur-Roya                     |
| Strecke |                                           | nach Marseille                          | nach Marseille                          |

Die Bahnstrecke Genua–Ventimiglia ist eine Hauptstrecke der italienischen Staatsbahn Ferrovie dello Stato (FS). Sie führt von der ligurischen Hauptstadt Genua entlang der Riviera di Ponente bis zur Staatsgrenze mit Frankreich und verbindet Genua mit den Provinzhauptorten Savona und Imperia. Neben den Zügen des Inlandsverkehrs verkehren auf der Strecke Fernzüge zwischen Italien und Frankreich. Am Grenzbahnhof Ventimiglia enden sowohl die italienischen als auch die französischen Inlandszüge. Die ursprüngliche, eingleisige Strecke lag vielerorts unmittelbar am Meeresufer und galt als eine der landschaftlich reizvollsten Bahnstrecken Italiens. Die zum Teil realisierte zweigleisige Ausbaustrecke verläuft weitgehend in Tunneln im Hinterland.

## Ursprüngliche Strecke

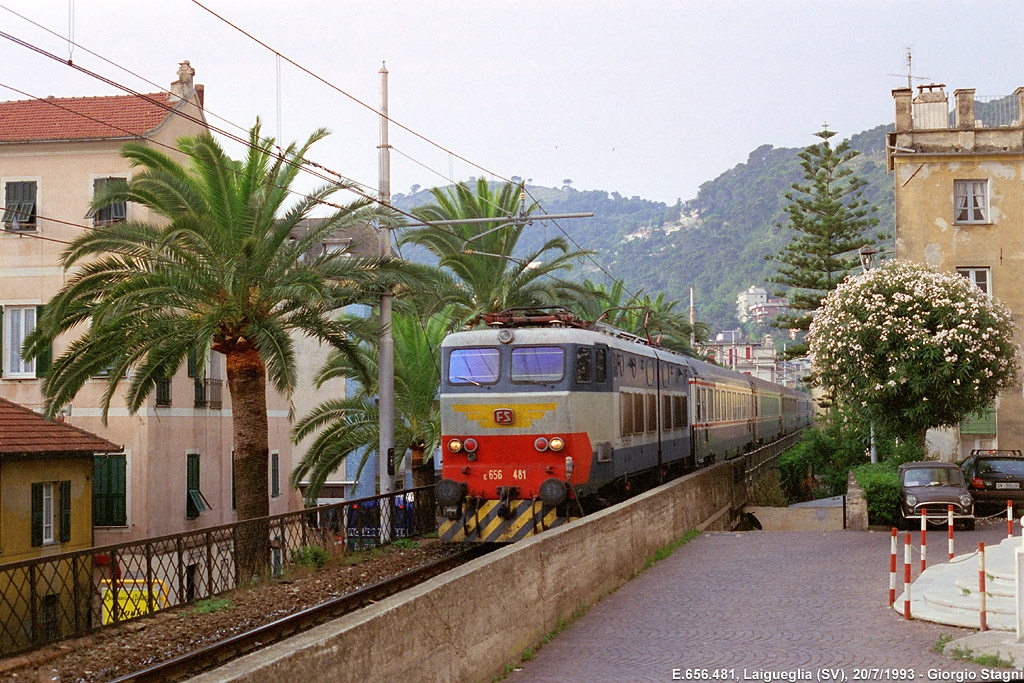
Ein InterCity mit E.656 (5. Bauserie) mitten in Laigueglia (1993)

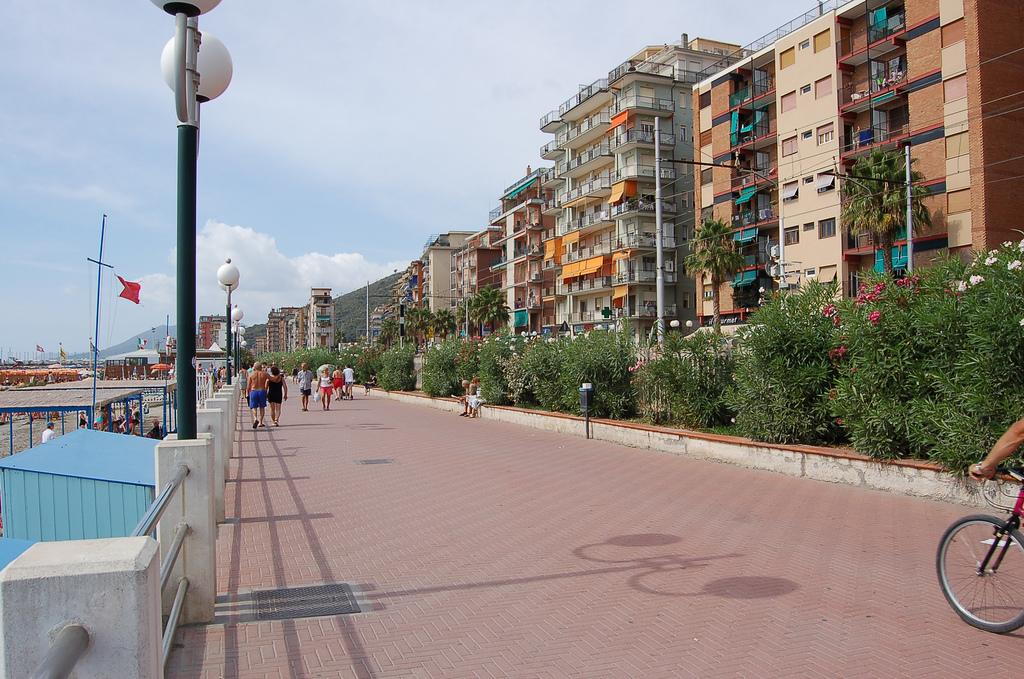
Oberleitungen der Bahnstrecke neben der Strandpromenade von Loano

Die Strecke ist von schwierigen geographischen Gegebenheiten geprägt. Die Ausläufer der Ligurischen Alpen und des Ligurischen Apennins stoßen an der Riviera di Ponente ohne durchgehende Küstenebene ans Meer, vorhandene Küstenstreifen sind dicht bebaut.
Die Trasse wurde ursprünglich eingleisig angelegt und verlief über weite Teile unmittelbar am Meeresufer, in kürzeren küstennahen Tunneln oder durch Ortschaften. Sie galt daher als eine der landschaftlich reizvollsten Strecken Italiens. Allerdings führte die Trassenführung in den oft vom Tourismus geprägten Küstenorten, die durch die Gleise durchschnitten und teilweise vom Meer getrennt wurden, zu städtebaulichen Problemen. Am Meer war die Trasse der Küstenerosion ausgesetzt.
Von Genua herkommend erreichte die Strecke 1868 Savona; der durchgehende Betrieb bis Ventimiglia konnte 1872 aufgenommen werden. Zunächst wurde der Betrieb mit Dampflokomotiven durchgeführt.

## Elektrifizierung
In der ersten Hälfte des 20. Jahrhunderts wurde die Strecke unter Drehstrom (3600 Volt, 16 2/3 Hz) elektrifiziert. Nachdem die französisch Staatsbahn SNCF beschlossen hatte, die Strecke von Ventimiglia nach Marseille von Gleichstrom (1500 Volt) auf Wechselstrom (25000 Volt, 50 Hz) umzustellen, wurde diskutiert, die Strecke westlich von Savona mit ebendiesem Stromsystem zu reelektrifizieren. Damit hätte die italienische Industrie, insbesondere die Lokfabrik der TIBB in Vado Ligure, eine Teststrecke für dieses System erhalten. Das Projekt wurde indessen nicht ausgeführt. Im Mai 1964 wurde die Teilstrecke zwischen Genua und Savona, am 8. Januar 1967 jene von Savona nach Ventimiglia auf das italienische Gleichstromsystem (3000 Volt) umgestellt.

## Ausbau und Neutrassierung

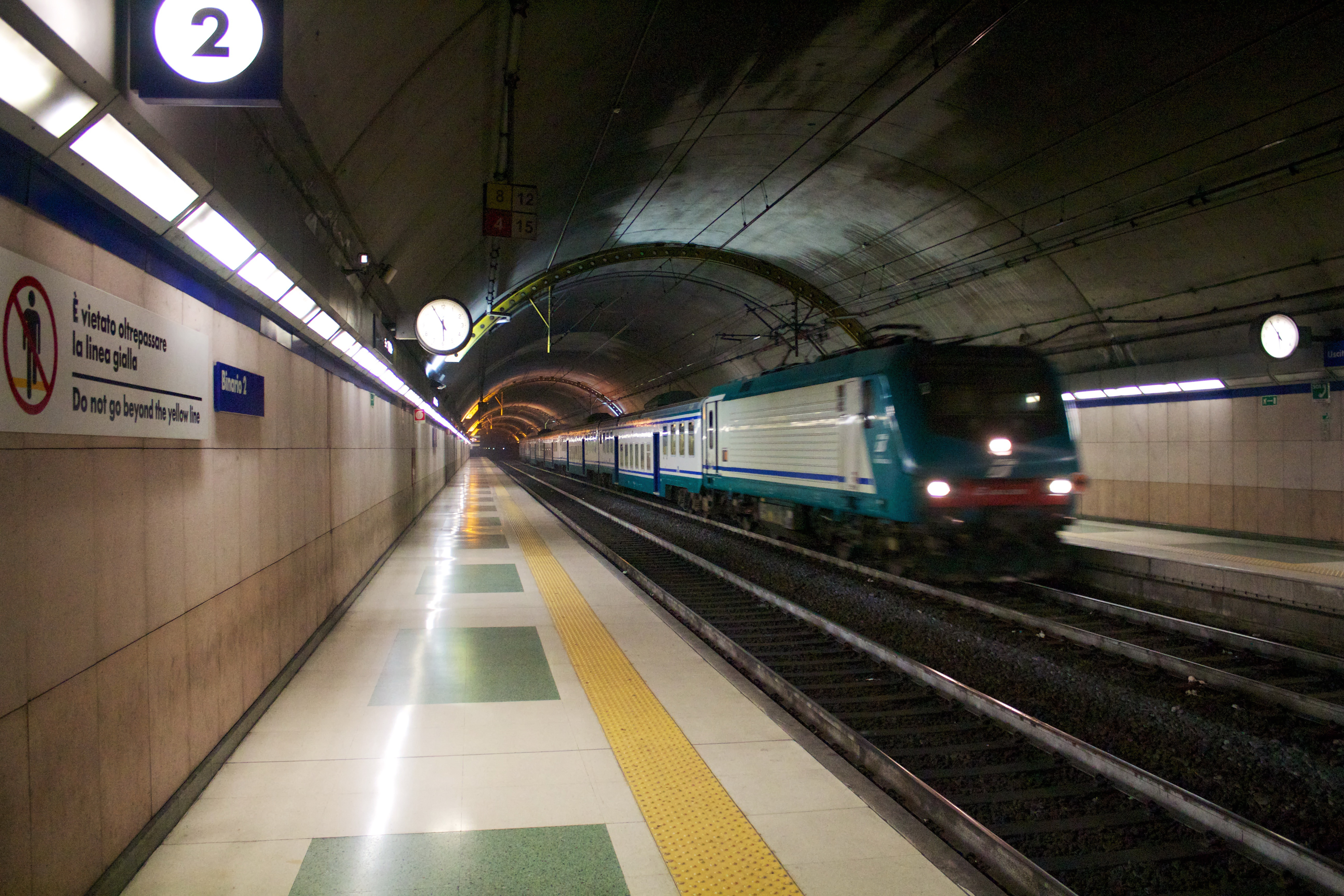
Neue Tunnelhaltestelle Sanremo

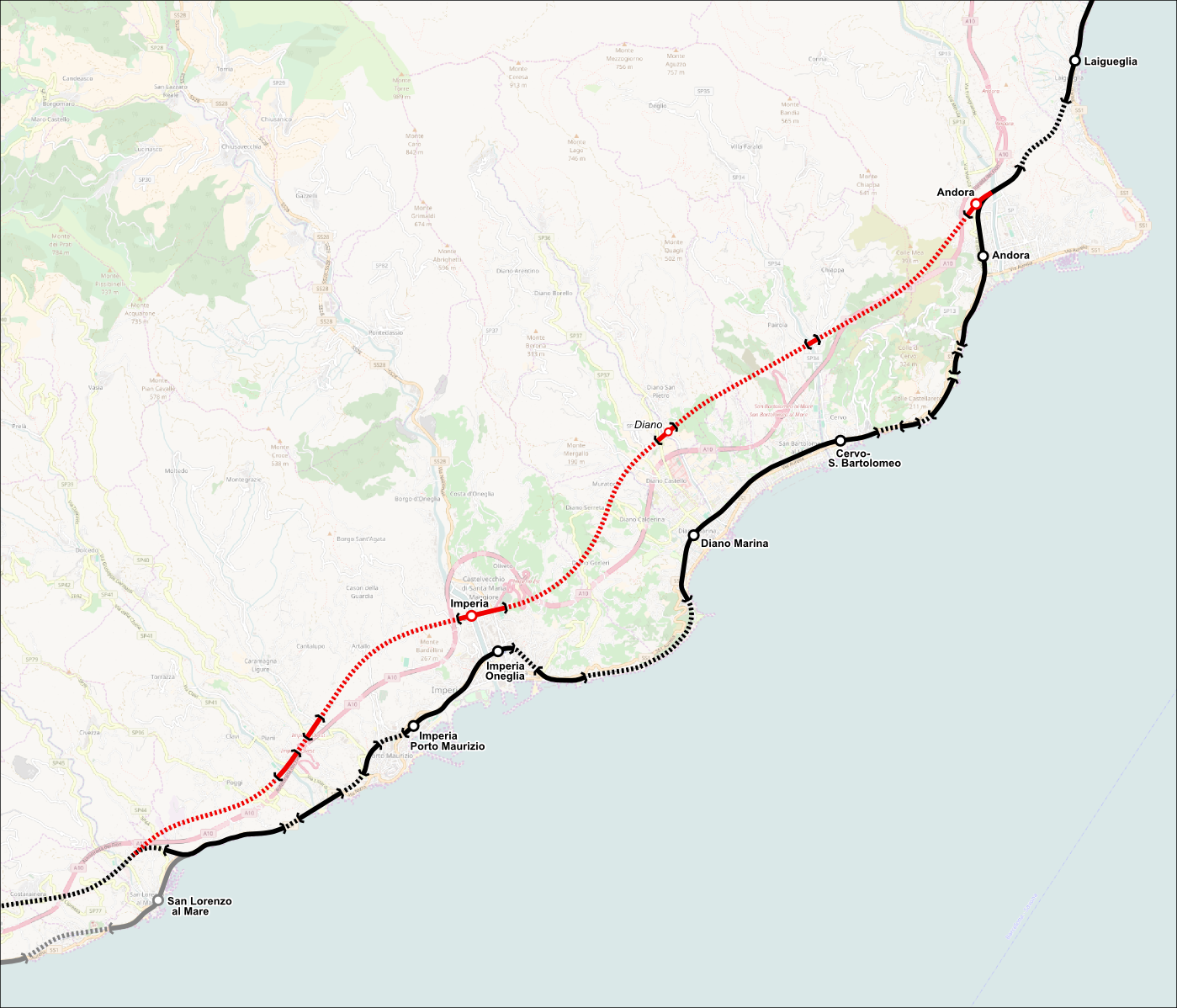
Vergleich der ehemaligen Trasse und der Neubaustrecke

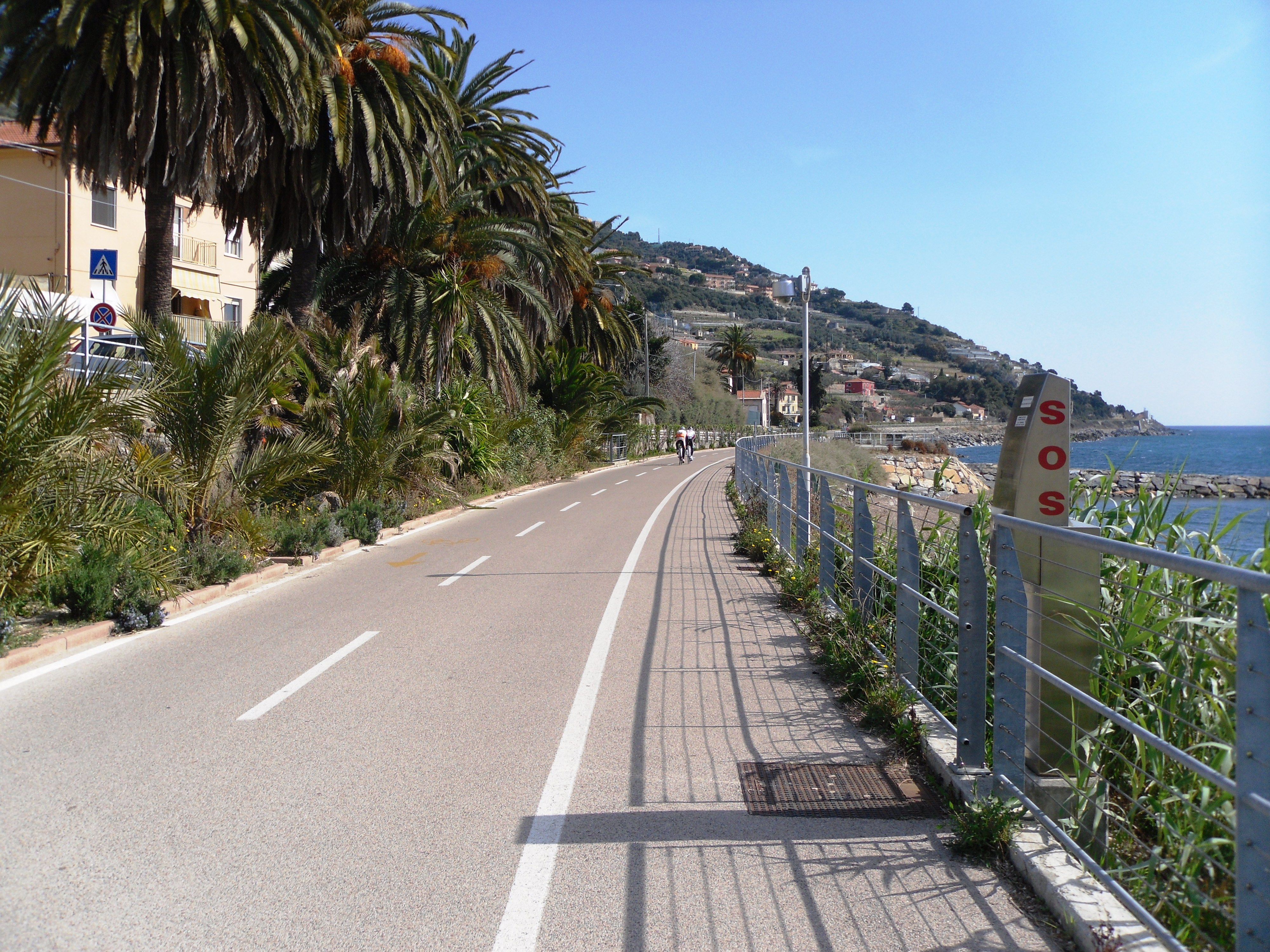
Radfernweg auf der ehemaligen Bahntrasse in Cipressa (2012)

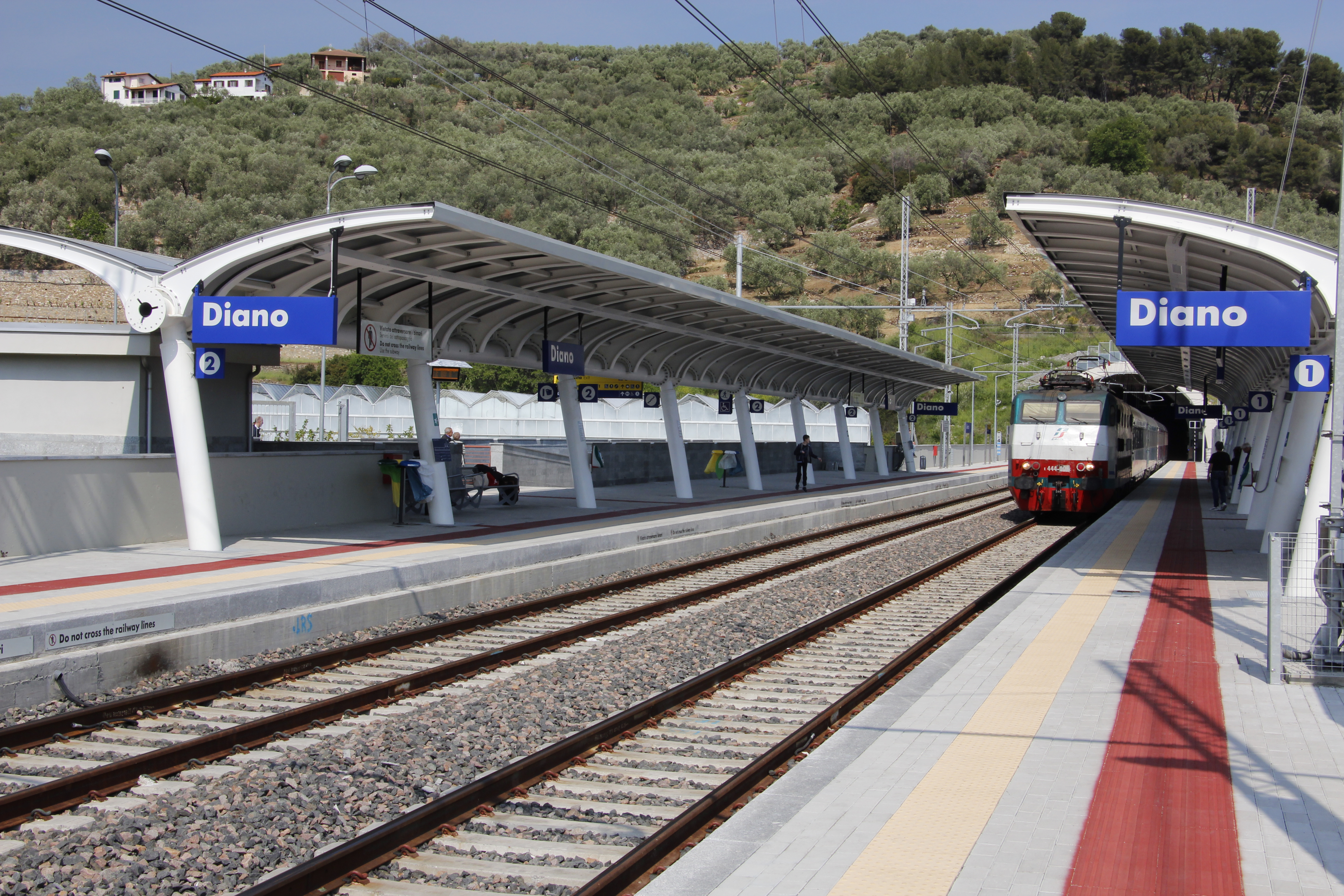
Diano neuer Bahnhof 2017

Bald zeigte sich, dass eine Einspurstrecke den betrieblichen Anforderungen nicht genügte. Allerdings erwies sich ein Ausbau auf Doppelspur als schwierig. Bis ins Jahr 1968 konnten daher lediglich die Streckenteile auf dem Gemeindegebiet von Genua, jener westlich von Ospedaletti sowie ein acht Kilometer langer Abschnitt zwischen Loano und Albenga ein zweites Gleis erhalten. 1968 erfolgte die Eröffnung einer neutrassierten Doppelspurstrecke zwischen Genova Vesima und Varazze, im Jahr 1969 zwischen Genova Voltri und Genova Vesima. 1977 folgte die Strecke zwischen Varazze und Finale Ligure, 2001 zwischen San Lorenzo al Mare und Ospedaletti und am 11. Dezember 2016 die neue Trasse zwischen San Lorenzo al Mare und Andora. Diese Neubaustrecken verlaufen über weite Teile in Tunneln, die ursprüngliche Strecke wurde auf diesen Abschnitten aufgegeben. Aufgrund des minimalen Kurvenradius von 2000 Metern und der maximalen Steigung von 3 ‰ konnte die Höchstgeschwindigkeit zwischen San Lorenzo und Andora von 80–90 km/h auf 180 km/h erhöht werden.
Das Projekt „Andora-Finale“ sieht vor, die Bahnstrecke zwischen Andora und Finale Ligure um etwa 32 Schienenkilometer zu erweitern, wovon 25 Kilometer in Tunneln verlaufen sollen. Dies dient der Vervollständigung der Gleisverdoppelung der internationalen Linie Genua-Ventimiglia. Zusätzlich sollen die Bahnhöfe entlang der Strecke modernisiert werden. Ziel ist die Verbesserung des Güter- und Personenverkehrs durch erhöhte Kapazität (von 4 auf 10 Züge/Stunde) und verkürzte Reisezeiten, unter Einhaltung höchster Sicherheitsstandards. Das Design des Projekts wurde 2021 abgeschlossen, die Aktivierung der neuen Strecke ist für 2029 geplant. Vincenzo Macello wurde zum Regierungskommissar für die Fertigstellung der Arbeiten ernannt. Das Projekt befindet sich aktuell in der Genehmigungsphase.
Zwischen Ospedaletti und San Lorenzo al Mare entstand auf der alten Trasse der Radfernweg Pista ciclabile del Ponente ligure.
Nach Stilllegung des ehemaligen Abschnitts zwischen Andora und San Lorenzo al Mare und dem Rückbau aller eisenbahntechnischen Einrichtungen wurde unter anderem mit Fördermitteln der EU der Weiterbau der Pista ciclabile auf der zurückgebauten Strecke in Angriff genommen. Am 2. Juli 2022 soll der neue Abschnitt von San Lorenzo al Mare bis Imperia Borgo Prino feierlich eröffnet werden.

## Zwischenfälle
Am 17. Januar 2014 fuhr ein Intercity der Relation Mailand–Ventimiglia auf dem Gemeindegebiet von Andora auf einen Erdrutsch auf; die Strecke musste deshalb für mehrere Wochen gesperrt werden.